# Wolfsorth
Wolfsorth ist ein Wohnplatz in der Gemeinde Kürten im Rheinisch-Bergischen Kreis.

## Lage und Beschreibung
Der Ort liegt an der Bundesstraße 506 in der Nähe der Großen Dhünntalsperre.

## Geschichte
Die Topographia Ducatus Montani des Erich Philipp Ploennies aus dem Jahre 1715, Blatt Amt Steinbach, belegt, dass der Ort bereits 1715 als Ort mit einem Hof bestand und als Orth bezeichnet wurde. Aus der Charte des Herzogthums Berg 1789 von Carl Friedrich von Wiebeking geht hervor, dass Wolfsorth zu dieser Zeit Teil der Oberhonschaft im Kirchspiel Kürten im Landgericht Kürten war. Er benennt den Ort als Ort.
Unter der französischen Verwaltung zwischen 1806 und 1813 wurde das Amt Steinbach aufgelöst und Wolfsorth wurde politisch der Mairie Kürten im Kanton Wipperfürth  im Arrondissement Elberfeld zugeordnet. 1816 wandelten die Preußen die Mairie zur Bürgermeisterei Kürten im Kreis Wipperfürth.
Wolfsorth gehörte zu dieser Zeit zur Gemeinde Kürten.
Der Ort ist auf der Topographischen Aufnahme der Rheinlande von 1824 als Ort und auf der Preußischen Uraufnahme von 1840 als Wolfsorth verzeichnet.
Ab der Preußischen Neuaufnahme von 1892 ist er auf Messtischblättern regelmäßig als Wolfsorth verzeichnet.
1822 lebten 20 Menschen im als Hof kategorisierten und Orth bezeichneten Ort.
1830 hatte der Ort 24 Einwohner.
Der 1845 laut der Uebersicht des Regierungs-Bezirks Cöln als Haus und Hof kategorisierte Ort besaß zu dieser Zeit ein und zwei Wohnhäuser. Zu dieser Zeit lebten sieben bzw. 13 Einwohner im Ort, davon alle katholischen Bekenntnisses.
Die Gemeinde- und Gutbezirksstatistik der Rheinprovinz führt Wolfsorth 1871 mit sechs Wohnhäusern und 34 Einwohnern auf.
Im Gemeindelexikon für die Provinz Rheinland von 1888 werden acht Wohnhäuser mit 45 Einwohnern angegeben.
1895 hatte der Ort acht Wohnhäuser und 47 Einwohner.
1905 besaß der Ort acht Wohnhäuser und 43 Einwohner und gehörte konfessionell zum katholischen Kirchspiel Kürten.
1927 wurden die Bürgermeisterei Kürten in das Amt Kürten überführt. In der Weimarer Republik wurden 1929 die Ämter Kürten mit den Gemeinden Kürten und Bechen und Olpe mit den Gemeinden Olpe und Wipperfeld zum Amt Kürten zusammengelegt. Der Kreis Wipperfürth ging am 1. Oktober 1932 in den Rheinisch-Bergischen Kreis mit Sitz in Bergisch Gladbach auf.
1975 entstand aufgrund des Köln-Gesetzes die heutige Gemeinde Kürten, zu der neben den Ämtern Kürten, Bechen und Olpe ein Teilgebiet der Stadt Bensberg mit Dürscheid und den umliegenden Gebieten kam.